# Jarluty Małe
Jarluty Małe (prononciation : [jarˈlutɨ ˈmawɛ]) est un village polonais de la gmina de Regimin dans le powiat de Ciechanów de la voïvodie de Mazovie dans le centre-est de la Pologne.
Dans les années 1975-1998, la ville faisait partie administrativement de la province de Ciechanów.
Il se situe à environ 7 kilomètres au nord-ouest de Regimin (siège de la gmina), 16 kilomètres au nord-ouest de Ciechanów (siège du powiat) et à 92 kilomètres au nord de Varsovie (capitale de la Pologne).

## Histoire
De 1975 à 1998, le village appartenait administrativement à la voïvodie de Ciechanów.